# Kirchenkreis Hamburg-West/Südholstein
Der Evangelisch-Lutherische Kirchenkreis Hamburg-West/Südholstein ist einer von 13 Kirchenkreisen der Evangelisch-Lutherischen Kirche in Norddeutschland (Nordkirche). Er besteht aus 55 Kirchengemeinden und 168.000 Gemeindegliedern (Stand: April 2024), die von 118 Pastorinnen und Pastoren betreut werden.

## Geographie
Der Kirchenkreis liegt im westlichen Stadtgebiet der Freien und Hansestadt Hamburg. Er umfasst zusätzlich im Norden und Westen Hamburgs den größten Teil des Kreises Pinneberg und die Stadt Norderstedt im Kreis Segeberg.

## Geschichte
Der Kirchenkreis Hamburg-West/Südholstein wurde zum 1. Mai 2009 gegründet. Er ging aus der Fusion der Kirchenkreise Altona, Blankenese, Niendorf und Pinneberg hervor. Die Fusion war Teil der Strukturreform der Nordelbischen Kirche, einer der Vorgängerkirchen der Nordkirche. Aus den 27 Kirchenkreisen der Landeskirche wurden seinerzeit elf Kirchenkreise.
Nach der Fusion in 2009 war die Verwaltung auf fünf Standorte verteilt. Dafür wurde in Hamburg-Niendorf in 2019 ein neues „Haus der Kirche“ gebaut, in der die Verwaltung gebündelt wurde. In diesem Gebäude befindet sich auch der Synodensaal und eine Kapelle. In der Kapellenfensterwand wurden alte Kirchenfenster einer abgebrochenen Kirche in Rissen verwendet.
Im Kirchenkreis Hamburg-West/Südholstein ging die Anzahl der Mitglieder bei einem jährlichen Durchschnitt von ungefähr 4000 ausgetretenen Mitgliedern seit dem Jahr 2018 von 208.316 auf 190.117 Mitglieder (Anfang 2022) zurück 25 % der Gesamtbevölkerung.

## Leitung
Der Kirchenkreis wird in gemeinsamer Verantwortung von Kirchenkreissynode, Kirchenkreisrat und Pröpsten gefördert und geordnet. Das pröpstliche Team besteht derzeit Thomas Drope, Frie Bräsen und Anja Botta. Sitz des Kirchenkreises Hamburg-West/Südholstein ist das „Haus der Kirche“ in Hamburg-Niendorf.

## Serviceplattform kirche-hamburg.de
Federführend für alle Kirchengemeinden in der Metropolregion Hamburg betreibt der Kirchenkreis seit Mitte 2014 die gemeinsame Serviceplattform kirche-hamburg.de Die Plattform wurde im Juni 2017 neu gestaltet und promotet und kam binnen eines Monats auf einen Alexa-Rank im mittleren fünfstelligen Bereich. Die Internetredaktion ist auf weiteren sozialen Netzwerken vertreten und ist Dienstleister:
- für die Gemeinden im Betreuungsgebiet bei der Erstellung und Gestaltung eigener Websites
- für die Veröffentlichung von Veranstaltungen, Themen mit lokal-kirchlichem Bezug, sowie die Vernetzung von Kirchengemeinden
- Beratung und Qualifizierung von kirchlichen Mitarbeitern im Bereich von Sozialen Medien und deren Vernetzung
- einen gemeinsamen Newsletter, sowie für den eigenen Kirchenkreis die Pflege von Datenbeständen